# Niedostojewo
Niedostojewo (ros. Недостоево) – przystanek kolejowy w miejscowości Riazań, w obwodzie riazańskim, w Rosji. Położony jest na linii Moskwa – Riazań.